# Taron Johnson
Taron Johnson (Sacramento, California, 27 de julio de 1996) es un jugador profesional estadounidense de fútbol americano que se desempeña en la posición de cornerback en Buffalo Bills, equipo de la National Football League (NFL).

## Carrera
Fue seleccionado en la cuarta ronda en la Reunión Anual de Selección de Jugadores de la NFL de 2018. Hizo su debut profesional con el equipo Buffalo Bills, donde lleva jugando seis temporadas.